# Ryszard Borowicz
Ryszard Jerzy Borowicz (ur. 5 grudnia 1945 w Dobieżynie, zm. 20 marca 2014) – polski socjolog, specjalizujący się w pedagogice społecznej, socjologii wsi i edukacji oraz socjologii wychowania i młodzieży.

## Życiorys
W 1964 roku ukończył Liceum Pedagogiczne w Toruniu, po czym podjął studia historyczne na Uniwersytecie Mikołaja Kopernika. W 1973 roku, po ich ukończeniu, pod kierunkiem Władysława Lewandowskiego podjął pracę w Instytucie Rozwoju Wsi i Rolnictwa PAN, a także na 1/2 etatu w Instytucie Pedagogiki UMK. Stopień doktora uzyskał w 1975 roku, tematem jego rozprawy były Selekcje społeczne w toku kształcenia w szkole wyższej. Studium wybranego rocznika młodzieży z UMK, a promotorem Zbigniew Kwieciński. Stopień doktora habilitowanego uzyskał w 1982, na podstawie dorobku naukowego oraz rozprawy Plany kształceniowe i zawodowe młodzieży oraz ich realizacja. W 1991 otrzymał tytuł profesora nauk humanistycznych.
W latach 1994–1995 był dyrektorem Instytutu Socjologii UMK, a od 1995 do 2001 roku dziekanem Wydziału Humanistycznego tej uczelni. Współpracował też m.in. z Wyższą Szkołą Pedagogiczną w Zielonej Górze (obecnie część Uniwersytetu  Zielonogórskiego), Wszechnicą Mazurską w Olecku (był tam dziekanem Wydziału Ekonomiczno-Prawnego) oraz Wyższą Szkołą Gospodarki w Bydgoszczy. 
W latach 1990–1991 był ekspertem w Kancelarii Prezydenta RP.

## Wybrane publikacje
- Selekcje społeczne w toku kształcenia w szkole wyższej (1976)
- Procesy selekcji w szkole wyższej. Studium wybranego rocznika studentów Uniwersytetu Mikołaja Kopernika (1978)
- Funkcjonowanie studiów pedagogicznych w Polsce (1978, wspólnie ze Zbigniewem Kwiecińskim i Krystyną Budek)
- Plany kształceniowe i zawodowe młodzieży oraz ich realizacja (1980)
- Problemy oświaty i wychowania na wsi (1980, redakcja pracy zbiorowej, ISBN 83-203-1012-1)
- Równość i sprawiedliwość społeczna. Studium na przykładzie oświaty (1988, ISBN 83-01-08599-1)
- Młodzi dorośli. Paradoksy socjalizacji i rozwoju (1991, ISBN 83-85369-13-9, wspólnie z Grażyną Krzyminiewską i Krystyną Szafraniec)
- Syndrom bezrobocia (1993, ISBN 83-85369-26-0, redakcja pracy zbiorowej)
- Polskie samorządy rolnicze w procesie integracji z Unią Europejską (1995, redakcja pracy zbiorowej, ISBN 83-86229-63-2)
- Nierówności społeczne w dostępie do wykształcenia. Casus Suwalszczyzny (2000, ISBN 83-86523-11-5)
- Rynki wiejskie: ziemia, kapitał, praca (2001, ISBN 83-85369-53-8, redakcja pracy zbiorowej)
- Kwestie społeczne. Trudne do rozwiązania czy nierozwiązalne? (2008, ISBN 978-83-7611-088-2)
- Elżbieta Zawacka "Zo". Portret akademicki (2009, ISBN 978-83-231-2414-6, wspólnie z Władysławą Szulakiewicz i Hanną Zielińską-Kostyło)
- Współobecne dyskursy (2009, ISBN 978-83-231-2330-9, redakcja)
- Wychowanie w społeczeństwie permanentnego kryzysu: profesorowi Stanisławowi Kawuli w rocznicę urodzin (2009, ISBN 978-83-7611-381-4, redakcja)